# Horváth József (virológus)
Horváth József (Keszthely, 1936. január 23. –) Széchenyi-díjas magyar agrármérnök, növényvirológus, egyetemi tanár, kutatóprofesszor, a Magyar Tudományos Akadémia rendes tagja. A növényvédelem és a növényvírusok elméleti és gyakorlati kérdéseivel foglalkozó neves tudós. Több nemzetségbe tartozó vírus számos gazdanövényét írta le. 1978 és 2006 között a Pannon Agrártudományi Egyetem (Georgikon, 2000-től a Pannon Egyetem része) tudományos tanácsadója, majd 1990 és 2001 között a Növényvédelmi Intézet igazgatója és tanszékvezető egyetemi tanára.

## Életpályája
Egyetemi tanulmányait a Keszthelyi Agrártudományi Egyetemen (KATE Georgikon) végezte, itt szerzett agrármérnöki diplomát 1960-ban. Egyetemi tanulmányai közben a Keszthelyen lévő Délnyugat-dunántúli Mezőgazdasági Kísérleti Intézetben dolgozott, majd diplomájának megszerzése után a Növényvédelmi Kutató Intézet (1982-től MTA Növényvédelmi Kutatóintézet) (Budapest) tudományos munkatársa, később tudományos tanácsadója lett. 1978-ban a Pannon Agrártudományi Egyetem (a KATE utódintézménye) Növényvédelmi Intézetének igazgatójává, valamint a mellette működő Növénykórtani és Növényvirológiai Tanszék vezetőjévé nevezték ki egyetemi tanári beosztásban. Emellett az MTA és az egyetem közös Növényvirológiai Kutatócsoportjának vezetője lett. 2006-ban nyugdíjba vonult, de továbbra is részt vesz a tanszék és az intézet munkájában. 2007-ben Szilárd Leó professzori ösztöndíjjal oktatott és kutatott. 2003 óta a Kaposvári Egyetem Növénytani és Növénytermesztés-tani Tanszékén kutatóprofesszori beosztásban dolgozik. Magyarországon kívül több mint 30 külföldi intézményben tett tanulmányutat vagy volt vendégprofesszor, így többek között Németországban, Hollandiában, Olaszországban, az USA-ban, Indiában, Mexikóban és Peruban.
1963-ban egyetemi doktorátust szerzett, 1967-ben védte meg a mezőgazdasági tudományok kandidátusi, 1977-ben akadémiai doktori értekezését. Az MTA Növényvédelmi Bizottságának lett tagja, annak több éven át elnökhelyettese és elnöke volt, de vezette az Általános Mikrobiológiai Bizottságot is társelnökként. 1995-ben megválasztották a Magyar Tudományos Akadémia levelező, 2001-ben pedig rendes tagjává. Közben az MTA Környezet és Egészség Bizottságba és a Pécsi Akadémiai Bizottságba is bekerült, utóbbinak 1996 és 2008 között alelnöke volt. 2010-től az MTA Növényvédelmi Kutatóintézet Külső Tanácsadó Testületének tagja. Akadémiai tisztségei mellett az Indiai Burgonyakutató Társaság, az Európai Burgonyakutató Társaság, az Európai Gramineae Víruskutató Társaság és az Európai Zöldségnövény Víruskutató Társaság tagja. Több tudományos szakfolyóirat szerkesztőbizottságának tagja: Acta Phytopathologica et Entomologica Hungarica, Georgikon for Agriculture és Acta Botanica Croatica (Zagreb).

## Munkássága
Fő kutatási területe a növényvédelem, a növényvirológia, ezen belül a növényvírusok elméleti és gyakorlati problémáinak és a vírusrezisztencia alapkérdéseinek vizsgálata.
Elsőként írta le számos nemzetségbe tartozó vírus természetes és kísérleti gazdanövényeit. Nevéhez fűződik továbbá egyes vírusrezisztencia-források megállapítása vadnövényfajokban és eredményei alapján vírusellenálló növényeket állított elő, amelyek a mezőgazdaságban széles körben elterjedtek. Szintén elsőként írta le a burgonya Y-vírus rezisztenciát áttörő törzsét. A PVYNTN jellemzése és elnevezése a világirodalomban nevéhez fűződik. A hazai növényvilágra nézve huszonöt vírust, egyetemes szinten a tudományra nézve pedig három új vírust írt le. Emellett új vírusszimbólum-rendszert és vírusgazda-kódrendszert dolgozott ki a különböző vírusok és víruscsoportok ismertetésére. E rendszerei széles körben használtak. Munkáit elsősorban magyar és angol nyelven adja közre. Publikációinak száma 800 feletti, külföldi hivatkozásainak száma több mint 1500.

## Díjai, elismerései
- Eötvös Loránd-díj (1987)
- Akadémiai Díj (1991)
- Szent-Györgyi Albert-díj (1997)
- Széchenyi-díj (1998) – a növényvédelem különböző területein kifejtett nemzetközileg is kiemelkedő kutatási eredményeikért, és több évtizedes iskolateremtő tevékenységükért. Megosztott díj Sáringer Gyulával
- Ipolyi Arnold tudományfejlesztési díj (2005, OTKA)
- a Kaposvári Egyetem díszdoktora (2005)
- Georgikon-emlékérem (2006)
- Linhard György-emlékérem (2007)
- Pannon Egyetem Aranyoklevele (2007)
- Nagyváthy János-díj (2007)
- OTDK Tiszteletbeli elnöke (2007)
- A Magyar Köztársasági Érdemrend középkeresztje (2011)
- Keszthely díszpolgára (2017)
- A Magyar Érdemrend középkeresztje a csillaggal (2022)

## Főbb publikációi (könyvei)
- Növényvírusok, vektorok, vírusátvitel (1972)
- Vírus-gazdanövénykörök és vírusdifferenciálás (1976)
- Hosts and Non-hosts of Plant Virus Diseases (1982)
- New artificial hosts and non-hosts of plant viruses and their role in the identification and separation of viruses (1983)
- Burgonyagéncentrumok. A rezisztenciagének és víruspatogének forrásai (könyvfejezet, 1984)
- A List of Proposed Letter Codes for Hosts and Non-Hosts of Plant Viruses (1993)
- Host Plants and Diagnosis (könyvfejezet, 1993)
- Hosts and Non-hosts in the Diagnostic Strategy of Plant Viruses (1993)
- A szántóföldi növények betegségei (1995)
- Növényvédelem (társszerző, 1997)
- Current Plant Virus Research in Hungary (társszerző, 1998)
- Potato Virus Y (PVY) (könyvfejezet, 1998)
- Növényvírusok (1999)
- Növényvírusok in vivo (1999)
- Növényvírusok és virológiai vizsgálati módszerek (Gáborjányi Richarddal, 2000)
- A Solanum géncentrumok gazda-vírus kapcsolatai: Rezisztenciavizsgálatok in situ (2001)
- A Solanum géncentrumok gazda-vírus kapcsolatai: Rezisztenciavizsgálatok ex situ (2006)
- Tospoviruses on Ornamentals (társszerző, 2007)